# De syv mod Theben
De syv mod Theben (græsk: Ἑπτὰ ἐπὶ Θήϐας / Heptà epì Thếbas; latin: Septem contra Thebas), er navnet på en antik græsk tragedie, skrevet af Aischylos, der beskriver fejden og slaget mellem to sønner af Ødipus med syv krigere i Polyneikes' hær, som denne fører mod sin bror Eteokles i Theben. Tragedien ender klassisk med at alle helte dør og  brødre der dræber hinanden. Stykket var skrevet i år 467 f.vt. Tragedien hører til den Thebanske sagnkreds og var den tredje i Aischylos trilogi om Ødipus, også kaldt Oedipodea.
Tragedien handler om, at efter Ødipus har forbandet de børn, han fik med sin mor, prikket sine øjne ud og forladt  Theben, skal hans to sønner deles om at være konge over Theben. De aftalte, at hvert år ville de skiftes til at regere. Men efter det første år, nægtede Eteokles at overlade tronen til sin bror, Polyneikes, som blev landflygtig og fandt beskyttelse hos sagnkongen Adrastos i Argos. Adrastos blev svigerfar til Polyneikes, som ægtede hans datter, og lovede at føre Polyneikes tilbage til sit fædreland Theben. Adrastos samler en hær med syv heltekrigere til at hjælpe sin svigersøn vinde Theben tilbage. Alle heltene blev dræbt på nær kong Adrastos, og de to brødre dræber hinanden.
Stykket huskes blandt andet også for at Aischylos har indført en mimiker i det græske teater, hvor i stykket træder danseren Telestes ud af koret og med gestik og rytmiske trin kommenterer korets replikker.